# 潮騒 (今井美樹の曲)
「潮騒」（しおさい）は、今井美樹の20枚目のシングル。2001年7月25日発売。発売元はワーナーミュージック・ジャパン。

## 収録曲
作詞・作曲・編曲　布袋寅泰
1. 潮騒
  - 日本テレビ系「ザ!世界仰天ニュース」エンディングテーマ
2. 猫の唄
3. 潮騒 (SUNSET MIX)
4. 潮騒 (Instrumental)